# Somera virens
Somera virens är en fjärilsart som beskrevs av Wolfgang Dierl 1976. Somera virens ingår i släktet Somera och familjen tandspinnare. Inga underarter finns listade i Catalogue of Life.